# Aoulef
Aoulef (em árabe: أولف, Awlaf) é uma cidade e comuna localizada na província de Adrar, no centro-sul da Argélia. Em 2008, sua população era de 21 723 habitantes. É a capital do distrito homônimo.